# Gegenseitige Hilfe in der Tier- und Menschenwelt

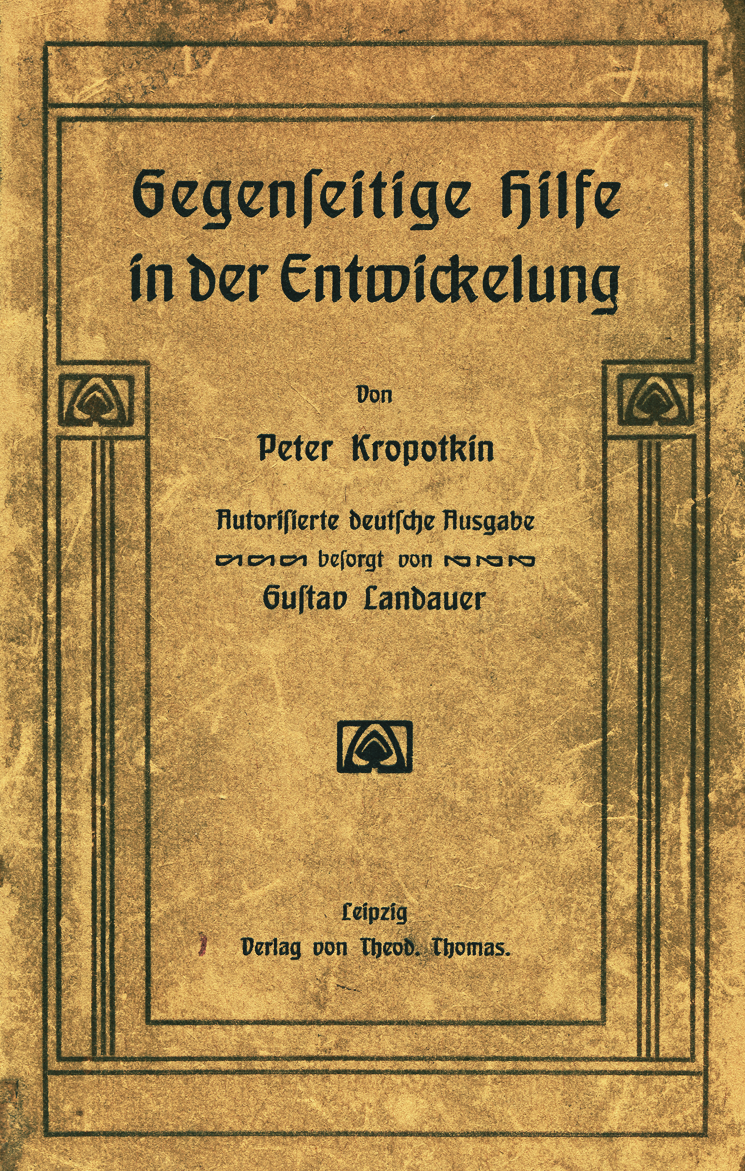
Titelseite der ersten deutschen Ausgabe als Gegenseitige Hilfe in der Entwickelung von 1904.

Gegenseitige Hilfe in der Tier- und Menschenwelt (englischer Originaltitel Mutual Aid: A Factor of Evolution) ist ein 1902 erschienenes Buch von Peter Kropotkin. Die Thesen herkömmlicher sozialdarwinistischer Auffassungen kritisierend, stellt er dem Kampf ums Dasein das Konzept der Gegenseitigen Hilfe gegenüber und sieht beide zusammen als Faktoren der Evolution.
Obwohl das Buch nach seiner Publikation nur auf mäßiges Interesse in wissenschaftlichen Kreisen stieß, wurde es später bei der Reinterpretation von Darwins Thesen wiederentdeckt und beeinflusste moderne Naturwissenschaftler wie Imanishi Kinji, Ashley Montagu und Adolf Portmann.

## Entstehung und Publikation
Kropotkin machte schon früh die Gegenseitige Hilfe zum Fundament seiner Theorie des kommunistischen Anarchismus, wie beispielsweise in seinem Buch Die Eroberung des Brotes. Seine Ideen zur Gegenseitigen Hilfe gehen dabei auf die Erfahrungen in Sibirien zurück, wo er zwischen 1862 und 1867 lange naturwissenschaftliche und geographische Forschungsreisen unternommen hatte. Später lernte Kropotkin die Idee der Gegenseitigen Hilfe durch einen Vortrag von Professor Karl F. Kessler kennen, dem damaligen Dekan der Universität St. Petersburg, dessen Vortrag er 1883 las. Professor Kessler hielt im Januar 1880 vor dem russischen Naturalistenkongress einen Vortrag über Das Gesetz der Gegenseitigen Hilfe, in dem er sagte: „Die gegenseitige Hilfe ist ebensogut ein Naturgesetz wie der gegenseitige Kampf, für die progressive Entwicklung der Species (Art) ist er aber von viel größerer Wichtigkeit als der Kampf.“ Diese Formel machte Kropotkin zur Basis seiner eigenen Arbeiten über die Gegenseitige Hilfe.
Nachdem Kropotkin 1886 nach London gezogen war, bekam er die Möglichkeit, seine Ideen auch einem wissenschaftlichen Publikum vorzustellen. In Großbritannien war er bereits bekannt für seine geografischen Arbeiten. So wurden Kropotkin die Mitgliedschaft in der britischen Royal Geographical Society und ein Lehrstuhl für Geografie an der University of Cambridge angeboten, die er wegen seiner politischen Arbeit und seinen Ansichten ablehnte. Nach seinem Nekrolog Darwins und in kurzen Worten in einem Artikel im britischen Monatsmagazin Nineteenth Century 1887, konnte Kropotkin seinen Standpunkt erstmals in einem Vortrag mit dem Titel Gerechtigkeit und Sittlichkeit vor der Ancoats Brotherhood in Manchester 1888 vor einem größeren Publikum vertreten. Darin beschrieb Kropotkin, wie – im Gegensatz zu den Ansichten Thomas H. Huxleys und Herbert Spencers – die Sittlichkeit bereits bei den Tieren und Urmenschen vorhanden sei. Aus dieser Sittlichkeit entwickelte sich dann im Laufe der Evolution das Gerechtigkeitsgefühl und schließlich das Gefühl des Altruismus.
Die einzelnen Kapitel des späteren Buches erschienen zwischen 1890 und 1896 als Artikelserie im britischen Magazin Nineteenth Century. Die Artikel schrieb Kropotkin als Antwort auf den Sozialdarwinismus und im Besonderen auf den Artikel Thomas H. Huxleys vom Februar 1888 im gleichen Magazin mit dem Namen Struggle for Existence and its Bearing upon Man („Der Kampf ums Dasein und dessen Bedeutung für den Menschen“). Huxley verglich dabei die Evolution mit dem Kampf von Gladiatoren in der Arena, wo der Stärkere, Klügere und Schnellere überlebt, um sich am nächsten Tag wieder mit anderen Gegnern zu messen. Auf die Bitte Kropotkins hin, erklärte sich James Knowles, der Gründer von Nineteenth Century, bereit dazu, eine Erwiderung Kropotkins ins Magazin aufzunehmen. Im Oktober 1902 erschien das Buch in London und wurde kurz nach der Publikation in verschiedene Sprachen übersetzt.
1904 wurde das Werk erstmals von Gustav Landauer ins Deutsche übersetzt. Es erschien im Theodor Thomas Verlag unter dem Titel Gegenseitige Hilfe in der Entwickelung. Weitere Neuauflagen erschienen im gleichen Verlag 1908, 1910 und 1920 unter dem Titel Gegenseitige Hilfe in der Tier- und Menschenwelt. 1975 erschien das Werk wieder nach längerem Unterbruch im Karin Kramer Verlag und ein Jahr später im Ullstein Verlag. 1989, 1993 und 2005 folgten Neuauflagen im Trotzdem Verlag und 2011 im Alibri Verlag.

## Inhalt

### Gegenseitige Hilfe in der Tierwelt

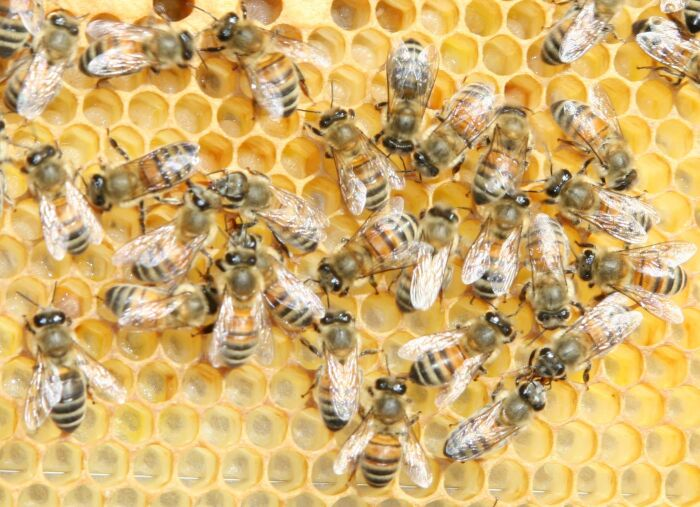
Beispielsweise bei Honigbienen zeigt Kropotkin: Die Strategie der Gegenseitigen Hilfe ist in der Tierwelt viel verbreiteter als der Kampf ums Dasein. (Ergänzende Abbildung)

Kropotkin präsentiert, von einfachen Tierarten aufsteigend, Informationen über arterhaltende Eigenschaften bei Insekten (Ameisen und Bienen), bei Vögeln (beispielsweise Seeadlern oder Turmfalken) und schließlich bei Säugetieren. Gemeinsame Jagdstrategien, die Aufzucht von Jungtieren, gegenseitiger Schutz in Ansammlungen, Herden und Rudeln, die Sorge um kranke Artgenossen und die rituelle Konfliktvermeidung innerhalb einer Art weisen auf die Gegenseitige Hilfe als eigentlich erfolgreiche Überlebensstrategie in der Natur und als Antrieb der Evolution hin. Den Darwinschen Begriff des Survival of the Fittest sieht er von den Sozialdarwinisten missinterpretiert: The fittest bedeutet für ihn nicht unbedingt der Stärkste oder der Rücksichtsloseste, sondern bezeichnet im Hinblick auf das Überleben des Gesamtsystems und der eigenen Art den Angepasstesten. Das systemgefährdende Überhandnehmen einzelner Tierarten wird eher durch Klimaschwankungen und Krankheiten und weniger durch den Kampf innerhalb einer Art verhindert, was Kropotkin mit Hinweis auf Büffel, Pferde und Raubtiere in Nordamerika belegt, die zur damaligen Zeit nicht unter Nahrungsknappheit leiden, sondern im Überfluss schwelgen.
Er widerspricht damit der Geltung des Bevölkerungsgesetzes von Malthus, von dem die Evolutionswissenschaftler seiner Zeit überzeugt waren: Während das Nahrungsangebot nur arithmetisch erschlossen werden könne, wachse die Population exponentiell, was zum innerartlichen Kampf ums Überleben führe. Dieses angebliche Naturgesetz (und seine Übertragung als Kulturgesetz auf kapitalistische Gesellschaften) sieht Kropotkin als Ausgeburt einer Rechtfertigungsideologie des Sozialdarwinismus. Er belegt, dass vielmehr eine Entwicklung zur Kooperation dominiert: Selbst Raubtiere können bei der gemeinsamen Jagd mehr erbeuten, als die Summe der Beute von jagenden Einzelgängern ergibt. Der Hauptaspekt ist das Naturgesetz der gegenseitigen Hilfe als Ergebnis von Geselligkeit und Individualismus und nicht der Nebenaspekt des Kampfes ums Dasein unter dem Druck kurzfristiger Notzeiten. Kropotkin bestreitet nicht das Fressen und Gefressenwerden in der Natur, sondern begreift auch dieses als ein Prinzip in der Natur, das wie andere Formen (z. B. die Symbiose) die Stabilität und Überlebensfähigkeit des Gesamtsystems sichert.

### Gegenseitige Hilfe in der Menschenwelt

#### Clangesellschaften

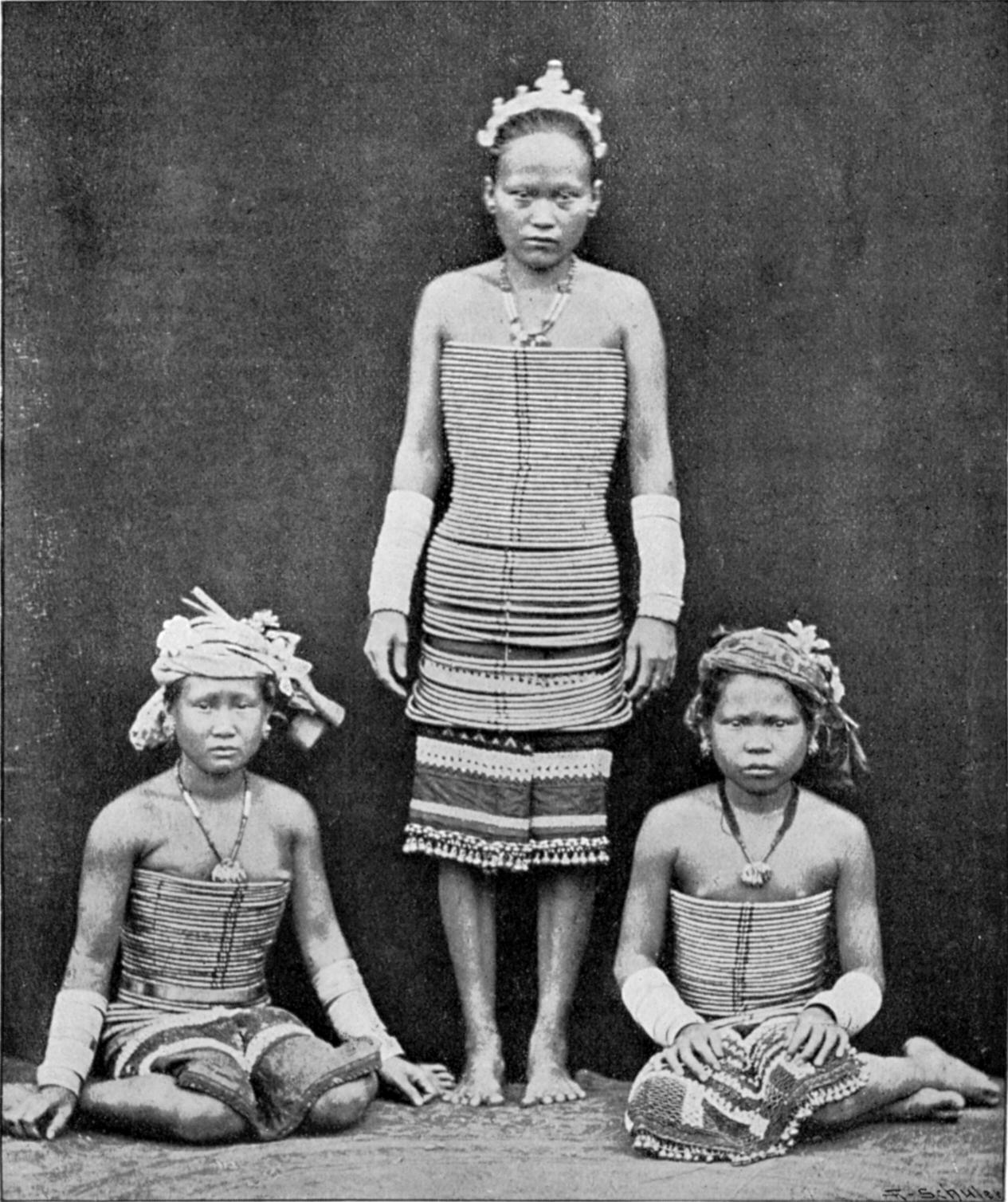
Die Dayak; weder edle Wilde noch Hobbes’sche Wölfe: Sie sehen zwar die Kopfjagd als moralische Pflicht, werden aber von Ethnologen als äußerst sozial und liebenswert beschrieben und verachten Raub und Diebstahl. (Ergänzende Abbildung)

Naturvölker sind in Clans organisiert, das heißt zahlreichen Verbänden innerhalb eines Stammes, die auf Verwandtschaft beruhen. In diesen Clans herrscht Gemeineigentum und die Beute wird mit allen Mitgliedern geteilt; eine Form des Zusammenlebens, die Kropotkin einen primitiven Kommunismus nennt. Der Individualismus ist den meisten Naturvölkern unbekannt und unverständlich. Das Zusammenleben wird durch soziale Normen als ungeschriebene Gesetze geregelt, die nur selten gebrochen werden. Dabei kennen die Menschen in Naturvölkern keine Autorität, außer die Öffentliche Meinung, mit der sie das Fehlverhalten anderer Mitmenschen sanktionieren können. Kropotkin nennt beispielsweise beim Eskimovolk der Aleuten die Praxis der Jäger, beim Teilen der Beute einem gierigen Mitjäger ihre ganze Beute abzugeben, um ihn dadurch zu beschämen. Seine Ausführungen illustriert Kropotkin an Volksstämmen, die ihre traditionelle Lebensweise beibehielten und von vielen zeitgenössischen Ethnologen erforscht wurden, wie zum Beispiel die Yámana Patagoniens, die Khoi Khoi oder die Tungusen.
Er kritisiert die einseitigen spekulativen Menschenbilder einerseits Jean-Jacques Rousseaus mit dessen idealisiertem edlen Wilden und andererseits Thomas Hobbes’ Vorstellung, dass der Mensch dem Menschen ein Wolf sei. Huxleys Interpretation der unzivilisierten Wilden, die Kannibalismus, Kindestötung und das Aussetzen von Greisen praktizieren, widerlegt Kropotkin und stellt sie als grobe Verallgemeinerungen dar. Bei einigen Völkern werde der Kannibalismus bei extremer Nahrungsknappheit praktiziert, wobei sich dennoch bei einigen Völkern Mexikos oder Fidschis der Kannibalismus zum religiösen Zeremoniell entwickelte. Die Kindestötung passiere nur selten und in allerhöchster Not und das freiwillige Zurückbleiben von Greisen in Notzeiten geschehe, weil diese nicht das Leben des ganzen Clans aufs Spiel setzen wollen. In der Regel werden bei Naturvölkern die älteren Menschen fürsorglich behandelt und außerordentlich geschätzt.
Dabei sind Familien spätere Entwicklungen in der menschlichen Evolutionsgeschichte und nicht, wie Thomas H. Huxley meint, vorbewusste Grundeinheiten, zu denen sich bewusstseinslose Wesen im Laufe der Evolution zusammenschließen und erst im Laufe der Zeit Clans, Stämme, Völker und Nationen bildeten. Kropotkin zufolge haben sich Familien durch veränderte Ehekonventionen erst allmählich aus den Clangesellschaften entwickelt.

#### Die Dorfmark der Barbaren

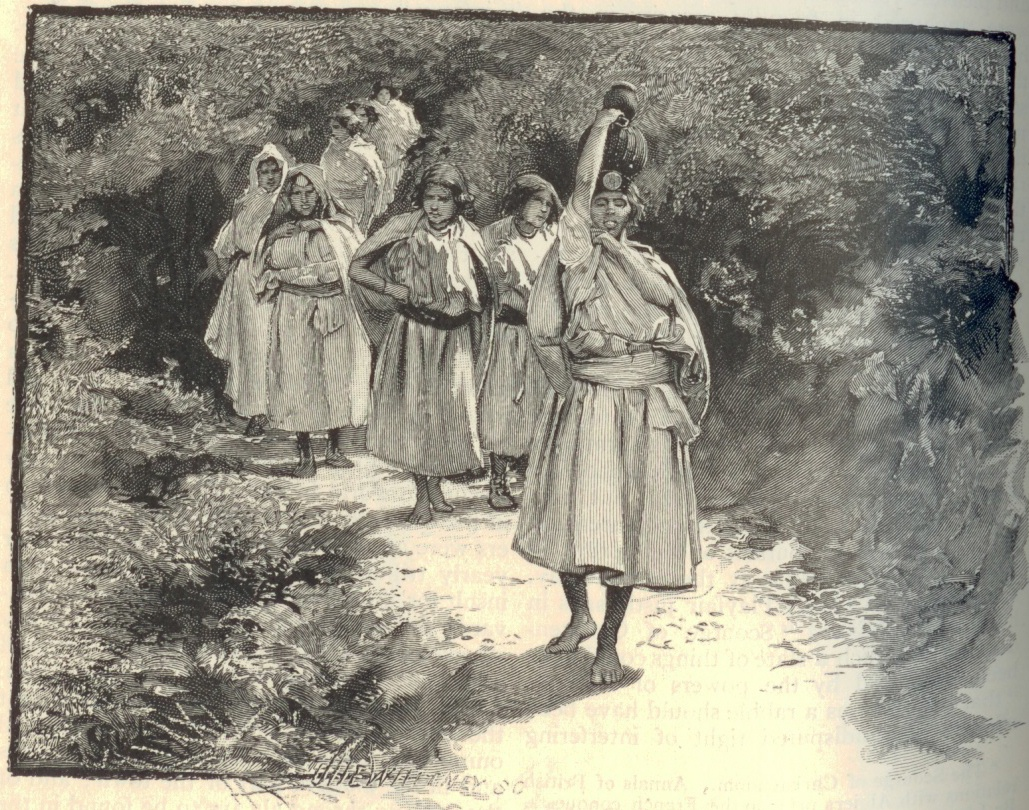
Die gegenseitige Hilfe bei den Kabylen zeigt sich beispielsweise in der Fürsorge für Arme und Hungrige, gleich welcher Herkunft. (Ergänzende Abbildung)

Das Wachstum der Clanorganisation sowie die Migration einzelner Familien eines Clans und die Aufnahme von Mitgliedern fremder Herkunft in den eigenen Clan führten allmählich zur Ablösung der Clanorganisation durch Dorfgemeinschaften. Kropotkin weist darauf hin, dass dieser Prozess in unterschiedlichen Teilen der Welt sehr ähnlich verlief. Die Dorfmark bezieht sich auf ein festgelegtes Gebiet und definierte so eine territoriale Gemeinschaft. Bei gleichzeitiger Ausdehnung der Gemeinschaft konnte sie auch Menschen anderer Stämme integrieren.
Kropotkin zeigt die Formen gegenseitiger Hilfe bei verschiedenen Gemeinschaften, wie den Osseten, den Burjaten, den Dorfgemeinschaften der Schotten und Südslawen. Ethnologen weisen bei allen Gemeinschaften auf die besondere Rolle des Privateigentums hin. Keine Gemeinschaft kennt das ausschließliche und zeitlich unbeschränkte Privateigentum. Dieses ist auf persönliche Dinge beschränkt oder wird als Anteil am gemeinsamen Boden verteilt und nach einer gewissen Zeitspanne neu zugeteilt. Die Gemeinschaft regelt ihre Angelegenheiten in Volksversammlungen (etwa dem germanischen Thing oder der djemmaa bei den Kabylen Nordafrikas). Einige Gemeinschaften schreiben dabei ihre Beschlüsse auf, jedoch ist das gesprochene Wort in allen Fällen bindend.
Die Formen gegenseitiger Hilfe sind auch bei verschiedenen und weit auseinanderliegenden Dorfgemeinschaften sehr ähnlich. Vielfach kommen Vermittler zum Einsatz, die versuchen, bei Konflikten zu schlichten. Als weiteres Beispiel nennt Kropotkin Abmachungen, die beinhalten, dass im Falle eines Krieges keine lebenswichtigen Dinge zerstört oder angegriffen werden, wie beispielsweise der Marktplatz, Brunnen oder Kanäle.

#### Die Zünfte der mittelalterlichen Städte
Zünfte sind für Kropotkin eine weitere Institution der Gegenseitigen Hilfe. Sie entstehen in allen Lebensbereichen, ob als Bettler-, Handwerker- oder Händlerzünfte, auch als Vereinbarungen auf Zeit. Prinzipiell sind alle Mitglieder einer Zunft gleichberechtigt, wobei Unterschiede nur aufgrund von Alter und Berufserfahrung gemacht werden. Die Zunft verwirklicht ein brüderliches Ideal und tritt beispielsweise als gemeinsame Käuferin der Rohstoffe und Werkzeuge und als gemeinsame Verkäuferin der von ihr hergestellten Produkte auf. Die einzelnen Zünfte vereinen auf sich alle überlebensnotwendigen Funktionen und bilden daher eine autonome Gesellschaft im Kleinen. Sie haben eine eigene Gerichtsbarkeit und stellen bei militärischen Konflikten eine eigene Schar. So gründet der Wohlstand der mittelalterlichen Städte auf der Autonomie ihrer Zünfte.
Der Niedergang der Zünfte und der freien Städte wird durch das Erstarken der Zentralstaaten im 16. Jahrhundert eingeläutet. Diese zerstören die Netzwerke gegenseitiger Hilfe, indem sie den Gemeinbesitz privatisieren und die Gilden verbieten, um keinen „Staat im Staate“ entstehen zu lassen.

#### Gegenseitige Hilfe in der modernen Gesellschaft
Kropotkin beschreibt, wie sich Prinzipien der Dorfmark in einigen ländlichen Gemeinden noch haben halten können. Kropotkin führt dafür Beispiele von Gemeinschaften in Deutschland, England, Frankreich und der Schweiz an. Genossenschaften und Syndikate wurden für gemeinsame Projekte gebildet, wie für den gemeinschaftlichen Erwerb von Dünger oder zur Finanzierung einer Wasserpumpe für alle. In Deutschland beschreibt Kropotkin beispielsweise die Kegelbrüder und den Fröbelverein, der das System der Kindergärten einführte. In Großbritannien beschreibt er die Lifeboat association als Institution gegenseitiger Hilfe. Er verweist speziell auf die Erhaltung der Artels in Russland, der Balkanhalbinsel und dem Kaukasus, wo diese kleinen genossenschaftlichen Zusammenschlüsse von Bauern, Händlern und Handwerkern gebildet wurden, um gemeinsame Angelegenheiten zu regeln.

## Zitat
„Jedesmal indessen, wo man daran ging, zu diesem alten Prinzip [der gegenseitigen Hilfe] zurückzukehren, wurde seine Grundidee erweitert. Vom Clan dehnte es sich zur Völkerschaft aus, zum Bund der Völkerschaften, zum Volk und schließlich – wenigstens im Ideal – zur ganzen Menschheit. Zugleich wurde es auch veredelt. Im ursprünglichen Buddhismus, im Urchristentum, in den Schriften mancher muselmanischen Lehrer, in den ersten Schriften der Reformation und besonders in den ethischen und philosophischen Bewegungen des letzten Jahrhunderts und unserer eigenen Zeit, setzt sich der völlige Verzicht auf die Idee der Rache oder Vergeltung – Gut um Gut und Übel um Übel – immer kräftiger durch. Die höhere Vorstellung: „Keine Rache für Übeltaten“ und freiwillig mehr zu geben, als man von seinen Nächsten zu erhalten erwartet, wird als das wahre Moralprinzip verkündigt – als ein Prinzip, das wertvoller ist als der Grundsatz des gleichen Maßes oder die Gerechtigkeit, und das geeigneter ist, Glück zu schaffen. Und der Mensch wird aufgefordert, sich in seinen Handlungen nicht bloß durch die Liebe leiten zu lassen, die sich immer nur auf Personen, bestenfalls auf den Stamm bezieht, sondern durch das Bewusstsein seiner Einheit mit jedem Menschen. In der Betätigung gegenseitiger Hilfe, die wir bis an die ersten Anfänge der Entwicklung verfolgen können, finden wir also den positiven und unzweifelhaften Ursprung unserer Moralvorstellungen; und wir können behaupten, dass in dem ethischen Fortschritt des Menschen der gegenseitige Beistand – nicht gegenseitiger Kampf – den Hauptanteil gehabt hat. In seiner umfassenden Betätigung – auch in unserer Zeit – erblicken wir die beste Bürgschaft für eine noch stolzere Entwicklung des Menschengeschlechts.“

## Ausgaben
- Peter Kropotkin: Gegenseitige Hilfe in der Tier- und Menschenwelt. 1. Auflage. Alibri Verlag, Aschaffenburg 2021, ISBN 978-3-86569-305-1.Peter Kropotkin: Gegenseitige Hilfe. Hrsg.: Henning Ritter. Trotzdem Verlag, Grafenau 2005, ISBN 3-922209-32-7 (Mit einem Nachwort von Henning Ritter).
- Peter Kropotkin: Gegenseitige Hilfe in der Tier- und Menschenwelt. Trotzdem Verlag, Grafenau 2011, ISBN 978-3-86569-905-3 (Mit einem Vorwort von Franz M. Wuketits).